# Studio Uno 66
Studio Uno 66 је студијски албум италијанске певачице Мине из 1966.

## Списак пјесама
1. Ta-ra-ta-ta (Try Your Luck) — 2:13
2. No — 2:27
3. Se tu non fossi qui — 3:03
4. Breve amore (You Never Told Me) — 2:36
5. Sono qui per te — 2:54
6. Mai così — 2:49
7. Se telefonando — 2:56
8. Mi sei scoppiato dentro il cuore — 3:05
9. Una casa in cima al mondo — 3:01
10. Addio — 2:29
11. Ebb Tide — 2:43
12. Lontanissimo (Somewhere) — 2:04

## Позиције на листама
| Листа (1966)              | Највиша позиција |
| ------------------------- | ---------------- |
| Италија (Musica e dischi) | 1                |